# Georg Schmidt (Kunsthistoriker)
Georg Schmidt (* 17. März 1896 in Basel; † 26. Mai 1965 in Basel) war ein schweizerischer Kunsthistoriker. Von 1939 bis 1961 war er Direktor des Kunstmuseums Basel.

## Leben
Georg Schmidt wurde als Sohn des Professor für Geologie an der Universität Basel Carl Schmidt und seiner aus Hamburg stammenden Ehefrau Charlotte Hudtwalker geboren. Er war ein jüngerer Bruder des Architekten Hans Schmidt. Schmidt studierte von 1914 bis 1927 Philosophie, Geschichte, Kunstgeschichte und Literaturgeschichte an den Universitäten von Basel und Grenoble und wurde 1929 in Basel über Johann Jakob Bachofens Geschichtsphilosophie promoviert. 1927 heiratete er Annie Sophie Kohl. Bereits während seiner Studienzeit war Schmidt Kunstkritiker beim Basler Vorwärts. Auch später blieb er engagierter Sozialist und stand zeitweise den Kommunisten nahe, verzichtete aber, nicht nur aus Rücksicht auf seine Tätigkeiten, auf jede Parteimitgliedschaft. 1933 richtete er  im Zett-Haus an der Badenerstrasse eine Anlaufstelle für Flüchtlinge aus Deutschland ein. Zu den von ihm Unterstützten gehörte auch der Schriftsteller Friedrich Wolf. Die Ausstellung «Tatsachen über die Sowjetunion», welche er 1934 in Basel führend mitgestaltete, trug ihm heftige Anfeindungen ein.

## Wirken
Von 1927 bis 1939 war Schmidt Assistent des Direktors des Gewerbemuseums Basel, wo er 1929 eine Ausstellung mit Werken von Bauhaus-Künstlern zeigte. Von 1921 bis 1938 schrieb er Kunstkritiken für die Basler Nationalzeitung und war Bibliothekar des Basler Kunstvereins. Auch war er ein wichtiger Mentor der «Gruppe 33». Ab 1923 war Schmidt Mitarbeiter der Architekturzeitschrift Werk. Mies van der Rohe lud ihn zu Vorträgen am Bauhaus in Dessau ein, und Schmidt trug sich auch wiederholt mit dem Gedanken, nach Moskau zu gehen, wo sein Bruder Hans als Architekt tätig war.
Am 1. März 1939 wurde Schmidt, gegen den Willen der beratenden Kommission, als Nachfolger von Otto Fischer zum Konservator (Direktor) der Öffentlichen Kunstsammlung Basel (Kunstmuseum Basel) ernannt. Noch im selben Jahr konnte er mit einem Sonderkredit der Regierung 21 Kunstwerke kaufen, welche von den Nationalsozialisten als «Entartete Kunst» aus deutschen Museen entfernt worden waren, und zwar acht an einer Auktion in Luzern, die übrigen direkt von Berlin. Von 1946 bis 1954 betreute er den Nachlass von Ernst Ludwig Kirchner.
Georg Schmidt baute die Abteilung für moderne Kunst aus, die unter seiner Leitung zu internationaler Bedeutung gelangte. 1949 zeigte er im Kunstmuseum eine Gauguin-Ausstellung. Bereits 1946 plante er den Ankauf von Werken des Künstlers Alberto Giacometti. 1950 konnte er für die Emanuel Hoffmann-Stiftung zwei Gemälde (La Table und Portrait d’Annette), sowie einer Bronzeskulptur (Place, 1948–1949, 63 × 44 × 21 cm, für 4800 Schweizer Franken) erwerben, wodurch die ersten Arbeiten Giacomettis in eine öffentliche Sammlung der Schweiz gelangten. 1961 wurde Franz Meyer sein Nachfolger. Maria Netter war von 1944 bis 1945 die Assistentin von Schmidt.
Schmidt war auch ein bedeutender Kunsthistoriker. Von 1958 bis zu seinem Tod 1965 bekleidete er eine Professur an der Akademie der bildenden Künste München. 1964 wurde er  mit dem Dr. h.c. der ETH Zürich geehrt.

## Werke (Auswahl)
- (mit Hans Mühlestein) Ferdinand Hodler 1853–1918. Sein Leben und sein Werk. Rentsch, Erlenbach 1942; Unionsverlag, Zürich 1983, ISBN 3-293-00020-7.
- Malerei in Deutschland 1918–1955, Verlag K.R. Langewiesche Nachfolger H. Köster, Königstein i. Taunus, 1960.
- Schriften aus 22 Jahren Museumstätigkeit. Phoebus-Verlag, 1964
- Kleine Geschichte der Modernen Malerei. Friedrich Reinhardt, Basel 1998, ISBN 3-7245-0037-8.